# 2022-es barbadosi választások
| 2022-es barbadosi választások                                                                  | 2022-es barbadosi választások                                                                  |
| 2018-as‎ ‎ ‎ ‎ ‎ ‎ ‎ ‎ ‎ ‎ ‎ ‎ ‎ ‎ ‎ ‎ ‎ ‎ ‎ ‎ ‎ ‎ ‎ ‎ ‎ ‎ ‎ ‎ ‎ ‎ ‎ ‎ ‎ ‎ ‎ ‎ ‎ ‎ ‎ ‎ ‎ ‎ ‎ ‎ ‎ ‎ ‎ ‎ ‎ ‎ ‎ ‎ ‎ ‎ ‎ ‎ ‎ ‎ ‎ ‎ ‎ ‎ ‎ ‎ ‎ ‎ ‎ ‎ ‎ ‎ ‎ ‎ ‎ ‎ ‎ ‎ ‎ ‎ Következő | 2018-as‎ ‎ ‎ ‎ ‎ ‎ ‎ ‎ ‎ ‎ ‎ ‎ ‎ ‎ ‎ ‎ ‎ ‎ ‎ ‎ ‎ ‎ ‎ ‎ ‎ ‎ ‎ ‎ ‎ ‎ ‎ ‎ ‎ ‎ ‎ ‎ ‎ ‎ ‎ ‎ ‎ ‎ ‎ ‎ ‎ ‎ ‎ ‎ ‎ ‎ ‎ ‎ ‎ ‎ ‎ ‎ ‎ ‎ ‎ ‎ ‎ ‎ ‎ ‎ ‎ ‎ ‎ ‎ ‎ ‎ ‎ ‎ ‎ ‎ ‎ ‎ ‎ ‎ Következő |
| ---------------------------------------------------------------------------------------------- | ---------------------------------------------------------------------------------------------- |
| Barbados                                                                                       |                                                                                                |
| 2022. január 19.                                                                               |                                                                                                |
| Összesen 30 mandátuma képviselőházban 16 mandátum a többségért                                 |                                                                                                |
| Részvételi arány:                                                                              | 42.97%                                                                                         |
|                                                                                                |                                                                                                |
| Párt színe:                                                                                    | \| \|                                                                                          |
| Vezető:                                                                                        | Mia Mottley                                                                                    |
| Párt:                                                                                          | BLP                                                                                            |
| Utolsó választás:                                                                              | 73.47% 30 mandátum                                                                             |
| Megnyert mandátum(ok):                                                                         | 30 mandátum                                                                                    |
| Szavazatok                                                                                     | 78,960                                                                                         |
|                                                                                                |                                                                                                |

Barbadosban 2022. január 19-én választásokat tartottak a képviselőház 30 tagjának megválasztására. A kormányzó Barbadosi Munkáspárt mind a 30 mandátumot megszerezte. Ezzel egymás után másodjárra minden mandátum a BLP-nél van.
Ez volt a 12. országos választás az 1966-os függetlenné válás óta, a 16. az 1951-es általános választójog bevezetése óta, és az első azóta, hogy Barbados 2021-ben köztársasággá vált.  Először fordult elő, hogy mind a kormányzó Barbadosi Munkáspártot, mind annak történelmi riválisát, a Demokrata Munkáspártot nők vezették. A választási részvétel 42,97% volt, ami azt jelenti, hogy az általános választójog bevezetése óta először fordult elő, hogy a választási részvétel az általános választásokon nem érte el a felét, és ez volt a valaha mért legalacsonyabb részvételi arány.

## Háttér
Barbados alkotmánya szerint a parlamentet legkésőbb ötévente, az első parlamenti ülésszaktól számítva fel kell oszlatni.  Az előző általános választásokat 2018. május 24-én tartották, a parlament új ülésszakának első ülésére pedig 2018. június 5-én került sor.  A parlament feloszlatása után Barbados elnökének 90 napon belül ki kell adnia egy végzést a képviselőház tagjainak általános választására és a szenátorok kinevezésére a szenátusba . 
Annak ellenére, hogy a BLP meggyőző, 29–1 arányú többséget szerzett a képviselőházban, és a választásokra csak 2023-ban volt szükség, Mia Mottley miniszterelnök 2021. december 27-én bejelentette, hogy a következő év január 19-én előrehozott választásokat tartanak.    Mottley bejelentése egy hónappal azután történt, hogy az ország köztársasággá vált.  A választásokat a nemzet „tankolózó megállójának” nevezte,  míg az ellenzéki vezetők a hatalom megszilárdítására tett kísérletként bírálták az előrehozott választásokat. 
2021. december 30-án Joseph Atherley, a képviselőház ellenzékének hivatalos vezetője és a Demokráciáért és Fejlődésért Néppárt vezetője bejelentette, hogy szövetségre lép az Egyesült Haladó Párttal a választásokon Szövetséges Haladás Pártja (APP) néven.  
Január 12-én a rendőrök és a választási dolgozók számára tartottak korai szavazást. 
Január 18-án Philip Catlyn, a Barbados Szuverenitási Párt (BSP) tagja, bírósági végzést kért az elnök és a főügyész ellen a választások leállítása érdekében. Azt állította, hogy a COVID-19-re pozitív tesztet produkálók otthoni elkülönítésére vonatkozó követelmények közel 5000 embert akadályoznának meg a szavazásban. Barbados nem engedélyezi a távolléti szavazást.  A jogi érvek meghallgatása után Cicely Chase, a Legfelsőbb Bíróság bírája elutasította az ügyet, mint ami kívül esik a hatáskörén. Azt mondta, hogy az ügyet egy választási bírósághoz kellett volna benyújtani. 

## Választási rendszer
A Képviselőház 30 helyét egyéni választókerületekben , elsőbbségi szavazással választják meg. 

## Jelöltek
Hét politikai párt állított jelöltet erre a választásra.  Kilenc független jelölttel együtt összesen 108 jelölt volt. 

### Pártok
| Párt | Párt                                        | Pozíció  | Ideológia                                    | Vezető                     | Vezető óta          | Vezetői szék                                     | 2018-as választás | 2018-as választás | Ülőhelyek itt: feloldódás | Jelöltek száma |
| Párt | Párt                                        | Pozíció  | Ideológia                                    | Vezető                     | Vezető óta          | Vezetői szék                                     | %                 | Ülések            | Ülőhelyek itt: feloldódás | Jelöltek száma |
| ---- | ------------------------------------------- | -------- | -------------------------------------------- | -------------------------- | ------------------- | ------------------------------------------------ | ----------------- | ----------------- | ------------------------- | -------------- |
|      | Barbadosi Munkáspárt                        | balközép | Szociáldemokrácia Republikánusság            | Mia Mottley                | 2013. február 26.   | Szent Mihály Északkelet                          | 73,47             | 30                | 29                        | 30 férőhely    |
|      | Demokrata Munkáspárt                        | balközép | Szociáldemokrácia Republikánusság            | Verla De Peiza             | 2018. augusztus 12. | St. Lucyban állva                                | 21.82             | 0                 | 0                         | 30 férőhely    |
|      | Szövetséges Párt a Haladásért ( PdP – UPP ) | balközép | Szociáldemokrácia Keresztény baloldal        | Joseph Atherley            | 2021. december 30.  | Szent Mihály Nyugat St. Michael Centralban állva | 1.24              | 0                 | 1                         | 20 férőhely    |
|      | Megoldások Barbadoson                       | közép    | Harmadik út                                  | Grenville Phillips II      | 2015. július 1.     | Egyik sem                                        | 2.45              | 0                 | 0                         | 11 ülőhely     |
|      | Bajan Szabad Párt                           |          | Kormányzati átláthatóság Korrupcióellenesség | Alex Mitchell              | 2012. október 1.    | St. Michael Southban állva                       | 0,07              | 0                 | 0                         | 4 ülés         |
|      | Új Barbados Királyság Szövetsége            |          | Apostoli kormányzás                          | Lynroy Scantlebury apostol | 2017. július        | Szent Péterben állva                             | Új párt           | Új párt           | 0                         | 2 ülés         |
|      | Barbados Szuverenitási Párt                 |          |                                              | Michael Thompson           |                     | Szent Péterben állva                             | Új párt           | Új párt           | 0                         | 2 ülés         |

## Eredmények
| Párt                             | Szavazatok | %     | Mandátumok |
| -------------------------------- | ---------- | ----- | ---------- |
| Barbadosi Munkáspárt             | 78,960     | 69.26 | 30         |
| Demokrata Munkáspárt             | 30,112     | 26.41 | 0          |
| Haladás Szövetsége               | 3,090      | 2.71  | 0          |
| Megoldás Párt Barbados           | 784        | 0.69  | 0          |
| Szabad Bajan Párt                | 191        | 0.17  | 0          |
| Új Barbadosi Királyság Szövetség | 122        | 0.11  | 0          |
| Barbadosi Szuverenitás Párt      | 120        | 0.11  | 0          |
| Függetlenek                      | 634        | 0.56  | 0          |
| Teljes                           | 114,013    | 100   | 30         |
| Szabályos szavazatok             | 114,013    | 99.62 |            |
| Szabálytalan/üres szavazatok     | 434        | 0.38  |            |
| Forrás: Barbadosi Parlament      |            |       |            |

## Utóhatás
Mottley miniszterelnököt és Dale Marshall főügyészt Sandra Mason elnök 2022. január 20-án iktatta be második ciklusára. 
Január 21-én, mivel a DLP nem szerzett vissza egyetlen helyet sem a képviselőházban, Verla De Peiza, a DLP elnöke lemondott.  Ronnie Yearwoodot ezt követően 2022. május 1-jén megválasztották a párt vezetőjévé.  Az APP vezetője, Joseph Atherley bejelentette, hogy a szövetség megkezdi a felkészülést a következő választásokra. Mind az APP , mind a DLP felhívta a figyelmet az alacsony választási részvételi arányra. 
A Megoldás Párt Barbados párt gratulált a BLP-nek, és bejelentette, hogy hajlandó együttműködni a kormánnyal.  Mottley miniszterelnök külföldi országoktól és olyan szervezetektől is gratulációkat kapott, mint a Caricom és az OECS .  
Barbados újonnan újraválasztott miniszterelnöke, Mia Mottley 2022. január 24-én jelentette be a következő minisztertanácsot, majd másnap William Duguidot nevezte ki:
| Miniszteri Hivatal | Köztisztviselő        | Választókerület                  | Politikai Párt       |
| --- | --------------------- | -------------------------------- | -------------------- |
| Miniszterelnök Pénzügy- és gazdasági miniszter, felelős a kultúráért, a biztonságért, a közszolgálatért, a CARICOM-ért és a fejlesztési bizottságokért | Mia Mottley           | Szent Mihály Északkelet          | Barbadosi Munkáspárt |
| miniszterelnök-helyettes Főminiszter Közlekedési, munkaügyi és vízügyi miniszter                                                                       | Sanita Bradshaw       | Szent Mihály Délkelet            | Barbadosi Munkáspárt |
| Főügyész és igazságügyi miniszter Kormányzási vezető miniszter                                                                                         | Dale Marshall         | Szent József                     | Barbadosi Munkáspárt |
| Energiaügyi és Üzletfejlesztési Miniszter Főminiszter                                                                                                  | Kerrie Symmonds       | Szent Jakab Központi             | Barbadosi Munkáspárt |
| Külügy- és külkereskedelmi miniszter Szociál- és környezetvédelmi miniszter                                                                            | Jerome Walcott        | Nincs megadva (Szenátor)         | Barbadosi Munkáspárt |
| A Miniszterelnöki Hivatal infrastrukturális és városrendezési ügyekért felelős főminisztere                                                            | William Duguid        | Nyugat-Krisztustemplom           | Barbadosi Munkáspárt |
| Belügy- és információs miniszter | Wilfred Abrahams      | Krisztus-templom Kelet           | Barbadosi Munkáspárt |
| Mezőgazdasági, Élelmiszer- és Táplálkozásbiztonsági Miniszter                                                                                          | Indar Weir            | Szent Fülöp Dél                  | Barbadosi Munkáspárt |
| Turisztikai és nemzetközi közlekedésért felelős miniszter                                                                                              | Ian Gooding Edghill   | Szent Mihály Nyugat-Központ      | Barbadosi Munkáspárt |
| Közszolgálati, belügyi, munkaügyi és nemek közötti egyenlőségért felelős miniszter                                                                     | Lisa Cummings         | Nincs megadva (Szenátor)         | Barbadosi Munkáspárt |
| Oktatási, Technológiai és Szakképzési Miniszter | Kay McConney          | Szent Fülöp Nyugat               | Barbadosi Munkáspárt |
| Lakásügyi, földügyi és karbantartási miniszter | Dwight Sutherland     | Szent György Dél                 | Barbadosi Munkáspárt |
| Emberi Felhatalmazásokért és Idősügyi Miniszter | Kirk Humphrey         | Szent Mihály Dél                 | Barbadosi Munkáspárt |
| Környezetvédelmi, nemzetszépítési és kék gazdaságért felelős miniszter                                                                                 | Adrian Forde          | Krisztus Templom Nyugat-Központi | Barbadosi Munkáspárt |
| Munkaügyi, szociális biztonsági és harmadik szektorért felelős miniszter                                                                               | Colin Jordan          | Szent Péter                      | Barbadosi Munkáspárt |
| Ipari, innovációs, tudományos és technológiai miniszter                                                                                                | Davidson Ishmael      | Szent Mihály Észak               | Barbadosi Munkáspárt |
| Ifjúsági, sport- és közösségi szerepvállalásért felelős miniszter                                                                                      | Károly Griffith       | Szent János                      | Barbadosi Munkáspárt |
| Pénzügyi és Gazdaságfejlesztési Minisztérium minisztere                                                                                                | Ryan Straughn         | Krisztus-templom Kelet-Közép     | Barbadosi Munkáspárt |
| Miniszterelnöki Hivatal minisztere | Chantal Munroe Knight | Nincs megadva (Szenátor)         | Barbadosi Munkáspárt |
| Államtitkár az Egészségügyi és Wellness Minisztériumban                                                                                                | Sonia Browne          | Szent Fülöp Észak                | Barbadosi Munkáspárt |
| Államtitkár a Külkereskedelmi Minisztériumban és az Üzletfejlesztési Minisztériumban                                                                   | Sandra Husbands       | Szent Jakab Dél                  | Barbadosi Munkáspárt |

Forrás: St. Lucia Times
| Hivatal | Köztisztviselő  | Választókerület   | Politikai párt       |
| --- | --------------- | ----------------- | -------------------- |
| Parlamenti államtitkár a Közlekedési, Munkaügyi és Vízügyi Minisztériumban, a vízgazdálkodásért felelős személy | Rommel Springer | Szent András      | Barbadosi Munkáspárt |
| Parlamenti államtitkár az Emberi Erőforrások és Idősügyi Minisztériumban                                        | Corey Layne     | Bridgetown városa | Barbadosi Munkáspárt |

## Fordítás
Ez a szócikk részben vagy egészben  a(z)   2022 Barbadian general election című angol Wikipédia-szócikk fordításán alapul.  Az eredeti cikk szerkesztőit annak laptörténete sorolja fel. Ez a jelzés csupán a megfogalmazás eredetét és a szerzői jogokat jelzi, nem szolgál a cikkben szereplő információk forrásmegjelöléseként.